# Wilfried Domoraud
Wilfried Domoraud (* 18. August 1988) ist ein französisch-ivorischer Fußballspieler.

## Karriere
Domoraud begann seine Karriere in Frankreich beim AS Nancy und wechselte 2007 nach England zu Yeovil Town. Nach Abstechern bei Weymouth FC und dem FC Woking war der Mittelfeldspieler ein Jahr vereinslos gewesen, ehe der österreichische Zweitligist FC Dornbirn sich seiner annahm. Dort konnte er überzeugen und wechselte ein Jahr darauf zum Ligakonkurrenten TSV Hartberg in die Steiermark. Nach einem weiteren Jahr wurde er vom Bundesligisten SV Mattersburg verpflichtet.
Sein Debüt in der höchsten österreichischen Spielklasse gab Domoraud am 16. Juli 2011 gegen den SC Wiener Neustadt, als er durchspielte. Insgesamt kam er in jener Saison auf 13 weitere Einsätze. Nach einer weiteren Saison und dem Abstieg aus der Bundesliga wechselte er zum ehemaligen Konkurrenten im Abstiegskampf, dem FC Admira Wacker Mödling. Beim 2:0 gegen Rapid Wien am 18. August 2013 in der Südastadt erzielte Domoraud seinen ersten Treffer für die Admira und bereitete den zweiten Treffer vor. Nachdem er in seiner ersten Saison für die Südstädter in 34 Spielen sechs Treffer erzielt hatte, warfen ihn kleinere Verletzungen in der Vorbereitung auf die Saison 2014/15 zurück. Mit nur sechs Spielen im Herbst 2014 blieb der Franzose hinter den Erwartungen zurück. Domoraud kehrte in der Winterpause aus familiären Gründen nach Frankreich zurück.
Nachdem Domoraud nach Beendigung seines Vertrags bei AC Arles-Avignon von Juli 2015 bis Januar 2016 vereinslos war, heuerte er am 31. Januar 2016 in der dänischen Superliga bei Hobro IK an. Nach der Saison 2017/18 verließ er den Verein und wechselte zu den Ħamrun Spartans auf Malta. Im Januar 2020 schloss er sich dann dem Ligarivalen Gżira United an. Für Gżira spielte er sechsmal.
Zur Saison 2020/21 wechselte er weiter innerhalb der Liga zum FC Sirens. Für diesem kam er zu 23 Einsätzen in der Premier League, in denen er acht Tore erzielte. Zur Saison 2021/22 zog er zu den Hibernians Paola weiter. Für diese spielte er 25 Mal in der höchsten maltesischen Spielklasse. Zur Saison 2022/23 kehrte Domoraud nach Österreich zurück und wechselte zum Regionalligisten FC Mauerwerk.